# Чередник, Владимир Иванович
Владимир Иванович Чередник (1926 — 1987) — советский дипломат, чрезвычайный и полномочный посол.

## Биография
На дипломатической работе с 1949 года.
- В 1949—1958 годах — сотрудник Секретариата Совета экономической взаимопомощи (СЭВ).
- В 1958—1960 годах — сотрудник Секретариата Международной организации труда (МОТ).
- В 1960—1964 годах — сотрудник центрального аппарата МИД СССР.
- В 1964—1967 годах — советник Посольства СССР в Кении.
- В 1967—1971 годах — на ответственной работе в центральном аппарате МИД СССР.
- С 10 июля 1971 по 3 мая 1974 года — чрезвычайный и полномочный посол СССР в Гане[2].
- В 1974—1981 годах — на ответственной работе в центральном аппарате МИД СССР.
- С 11 июля 1981 по 10 июня 1985 года — чрезвычайный и полномочный посол СССР в Замбии[3].
- С 1985 года — на ответственной работе в центральном аппарате МИД СССР.

Похоронен на Введенском кладбище (23 уч.).